# Église de Monthey
L’église paroissiale de Monthey est un lieu de culte catholique situé dans la commune valaisanne de Monthey, en Suisse, et dédiée à la Vierge de l'Immaculée Conception.
Du Moyen Âge au XVIIe siècle, Monthey est rattaché à la paroisse de Collombey. La première église paroissiale de Monthey, dédiée à saint Didier, est construite au début du XVIIIe siècle en fusionnant plusieurs chapelles adjacentes et en construisant un clocher. En 1805, une assemblée générale vote en faveur de la reconstruction complète de l'église paroissiale Saint-Didier, qui est devenue trop petite. Des problèmes financiers retardent le début des travaux jusqu'en 1851. L'architecte montheysan Émile Vuilloud est l'auteur de ses plans. L'église est consacrée le 10 juin 1855, bien que son porche ne soit réalisé qu'à partir de 1865 à cause de nouveaux problèmes financiers.

## Histoire

### Avant l'église
Au Moyen Âge, la ville de Monthey est intégrée à la paroisse de Collombey, établie au VIIIe siècle. Sous la dépendance du prieuré de Lutry, qui est lui-même rattaché à l'abbaye de Savigny, la paroisse de Collombey est cédée à l'abbaye de Saint-Maurice dès 1263,. À cette époque, le territoire de Monthey abrite déjà sa première chapelle, attestée en 1242. Le curé de Bagnes, Guillaume Marigny, natif de Monthey, lègue dans son testament de 1384 sa maison et diverses propriétés pour la création d'un hôpital avec une chapelle.  Les registres de la visite de février 1445 de l'évêque Guillaume III de Rarogne mentionnent deux autels dans la chapelle de l'hôpital, dédiés respectivement à Antoine le Grand et Jean le Baptiste. En 1496, l'hôpital et la chapelle sont agrandis. Leur patronat est transféré à la bourgeoisie de Monthey en 1601. C'est probablement de ce moment que remonte un nouveau vocable et un maître-autel dédicacé pour la sainte Trinité.
La chapelle est rénovée et consacrée par l'évêque en 1606. Une maison contigüe — achetée deux ans auparavant par la confrérie de la Sainte-Trinitée — a probablement été utilisée pour agrandir la chapelle lors des rénovations. L'extension serait dès lors limitée à l'est par la chapelle de la famille Paernat. Les actes des visites de l'évêque de 1623 et 1627 citent trois autels supplémentaires pour saint Antoine, Maurice d'Agaune et Marcel Ier. Ce dernier provient de la chapelle du Château-Vieux et a été déplacé vers 1454 dans la chapelle de l'hôpital après la ruine du château. Dès le XVIIIe siècle, les rapports de visites font état d'un autel de la sainte Famille.
Dès 1674 environ, les habitants de Monthey expriment le désir de déplacer l'église paroissiale dans leur ville. Les raisons de cette demande ne sont pas certaines ; il est possible que cela résulte de l'évolution démographique de Monthey ou de l'état de détérioration de l'église paroissiale de Collombey. Les gouverneurs de Monthey soutiennent cette démarche, la ville regroupant déjà les autorités politiques depuis le XIIIe siècle. Le transfert est accordé le 27 juin 1704 par l'abbé de Saint-Maurice Nicolas de Camanis avant d'être confirmé par le nonce apostolique et l'évêque de Sion au courant de la même année. Ce déplacement engendre le transfert de tous les biens du curé, de la grande cloche, ainsi que des reliques de Didier de Vienne, le saint patron de la paroisse de Collombey. L'acquisition de maisons aux alentours de la chapelle de l'hôpital suggère une expansion et des rénovations en vue de sa conversion en église paroissiale. La pose de la première pierre du clocher de l'église paroissiale a lieu le 5 juillet 1707, à l'emplacement initial de la chapelle de la famille Paernat. L'église paroissiale Saint-Didier semble être pratiquement achevée le 11 novembre 1707, comme en témoigne un accord conclu entre le châtelain de Monthey et le maître-maçon Joseph Duboin, qui règle la quantité de tuf nécessaire avant Pâques pour finaliser la flèche du clocher.

### Construction
Dès le début du XIXe siècle, l'église paroissiale Saint-Didier est jugée chétive et trop petite, tandis que sa cure est dans un mauvais état. Le 11 septembre 1805, une assemblée générale, convoquée à la demande du conseil communal de Monthey, opte majoritairement pour la démolition de l'église et sa reconstruction. Après un an, seule la nouvelle cure est achevée et la dette engendrée par ces travaux empêche la reconstruction immédiate de l'église. Un premier projet de reconstruction d'une église au plan cylindrique et avec une coupole est proposé en 1828 par l'architecte milanais Luigi Bagutti, mais il n'est jamais concrétisé.
Fin 1850, le projet est relancé par une assemblée paroissiale et le conseil communal de Monthey crée une commission pour établir des plans en janvier 1851. Le curé Louis Benoît et l'architecte montheysan Émile Vuilloud font entre autres partie de cette commission. C'est ce dernier qui dessine les plans de la nouvelle église. Les travaux sont attribués aux maçons François Mutazzi et Rigoli, au menuisier piémontais Joseph Pera, aux frères sculpteurs et gypseurs Gualion, au gypseur Joachim Quaglia et au charpentier Louis Vuaillat. Le grand autel est confié au marbrier veveysan David V Doret,. La première pierre est posée le 3 août 1851. L'entrée de l'église, initialement prévue au nord, est déplacée au sud quelques jours plus tard afin d'adapter la construction au terrain sur conseils des architectes de Vevey Philippe et Jean Franel.
Le déroulement des travaux n'est pas connu jusqu'en mars 1853, date à laquelle une commission composée d'une vingtaine de personnes est créée pour régler des problèmes financiers et de construction. Plusieurs architectes sont également mandatés pour expertiser des défauts de maçonnerie extérieure et des escaliers de la tribune ainsi que des problèmes de statique causant des fissures en juin 1853. Le chantier est alors arrêté par manque d'argent et n'est repris qu'en mars 1854 après d'importants emprunts de la commission auprès de personnes anonymes. L'église est finalement consacrée par l'évêque de Sion Pierre-Joseph de Preux le 10 juin 1855. Elle est dédiée à la Vierge de l'Immaculée Conception. En raison de nouveaux problèmes financiers, son porche est réalisé après la fin des travaux, dès le 8 septembre 1865.
Les autels latéraux, en stuc de marbre, sont réalisés en 1865-1866 par les frères Gualino. Les vitraux sont issus de l'atelier Étienne et Mouilleron, de Bar-le-Duc (fin XIXe siècle).

## Galerie

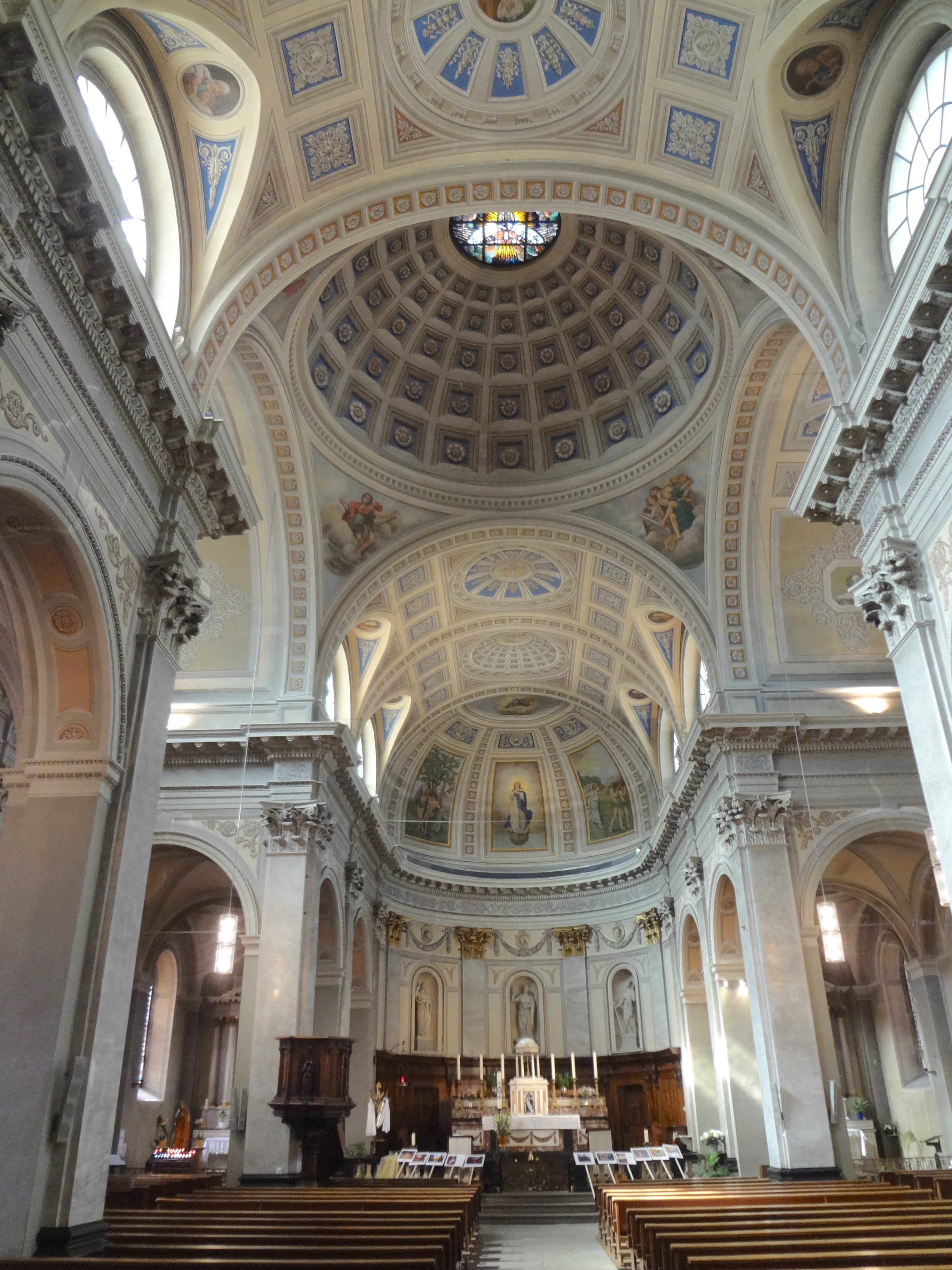
Nef
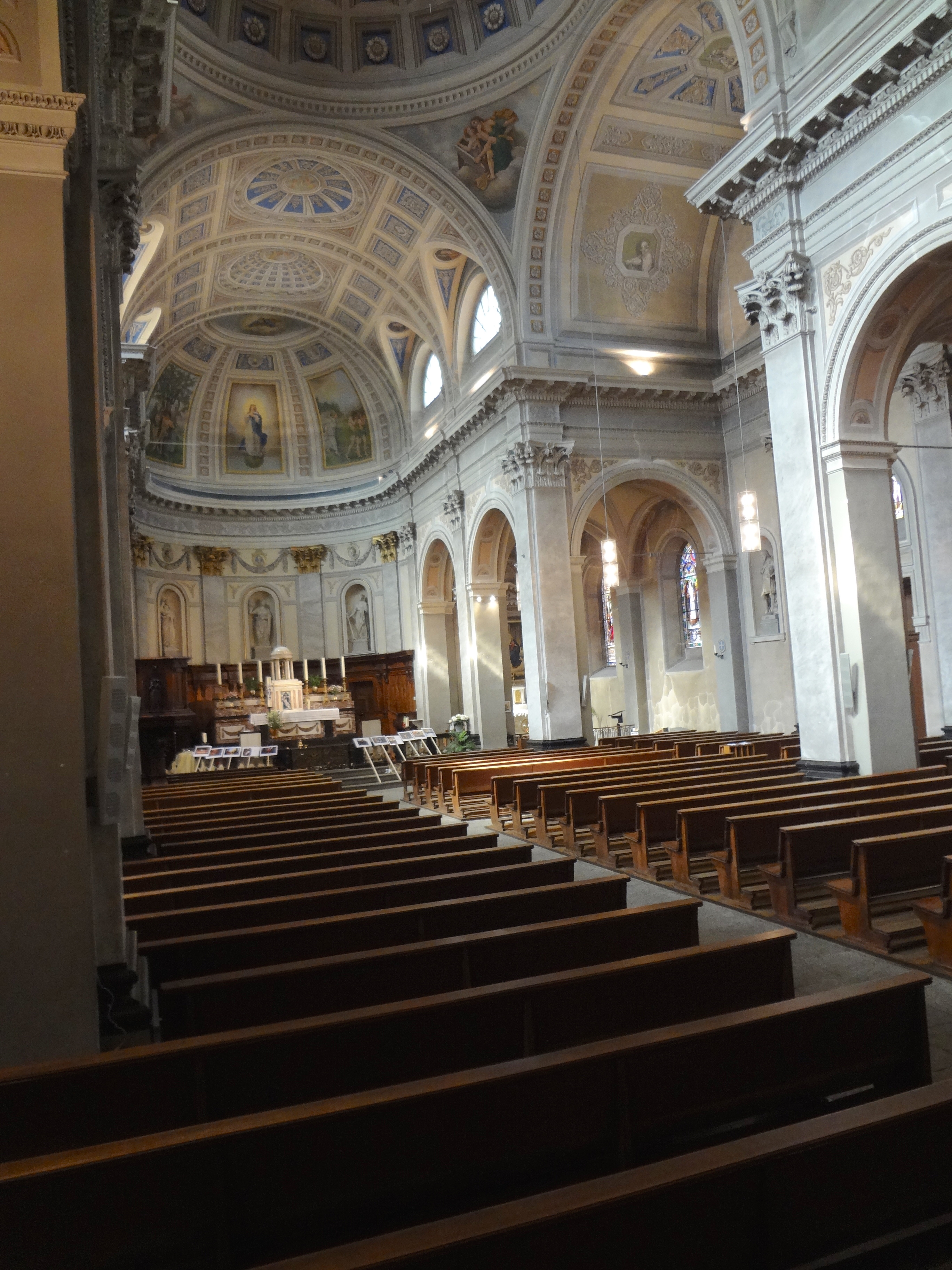
Nef
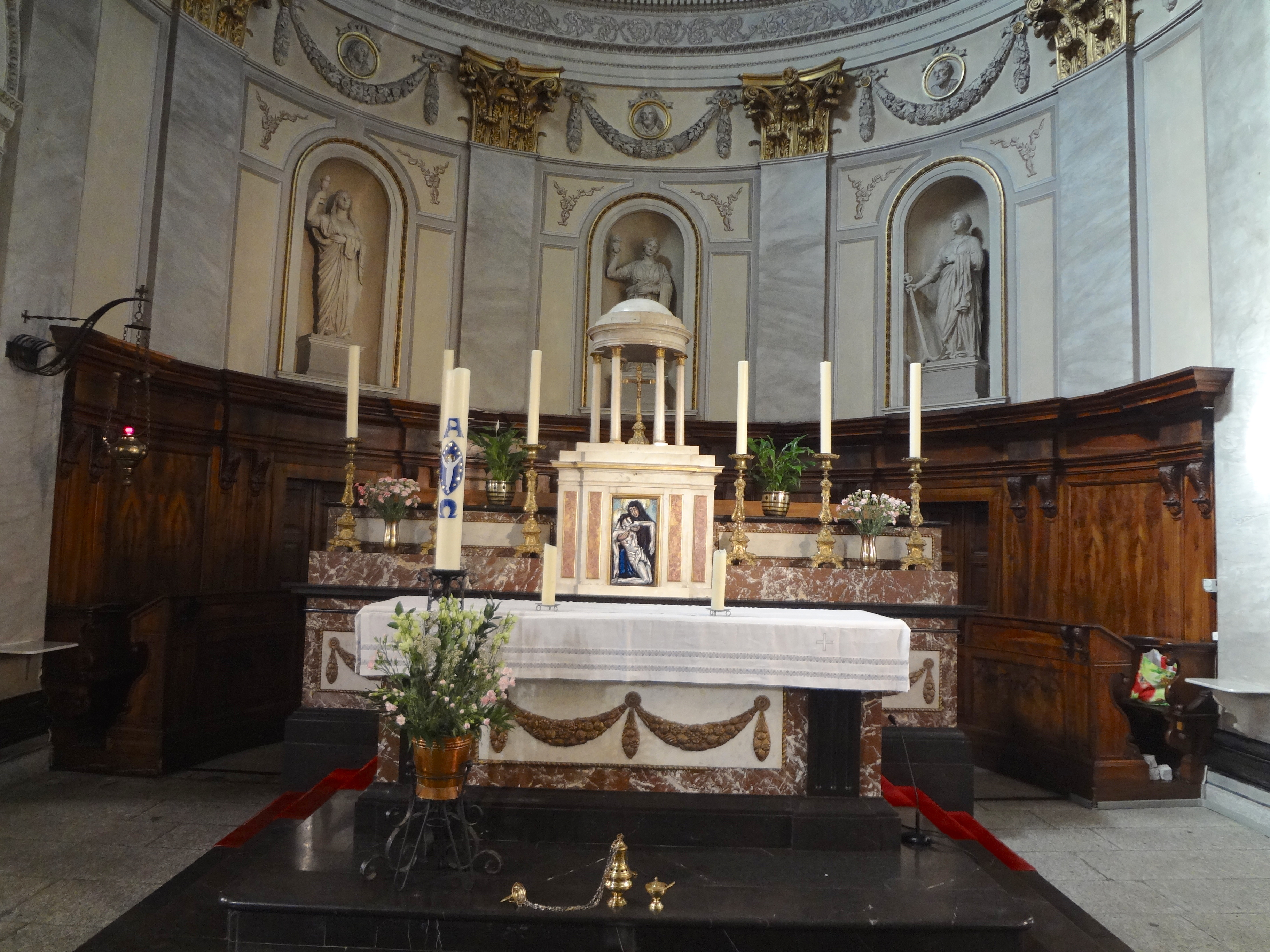
Chœur
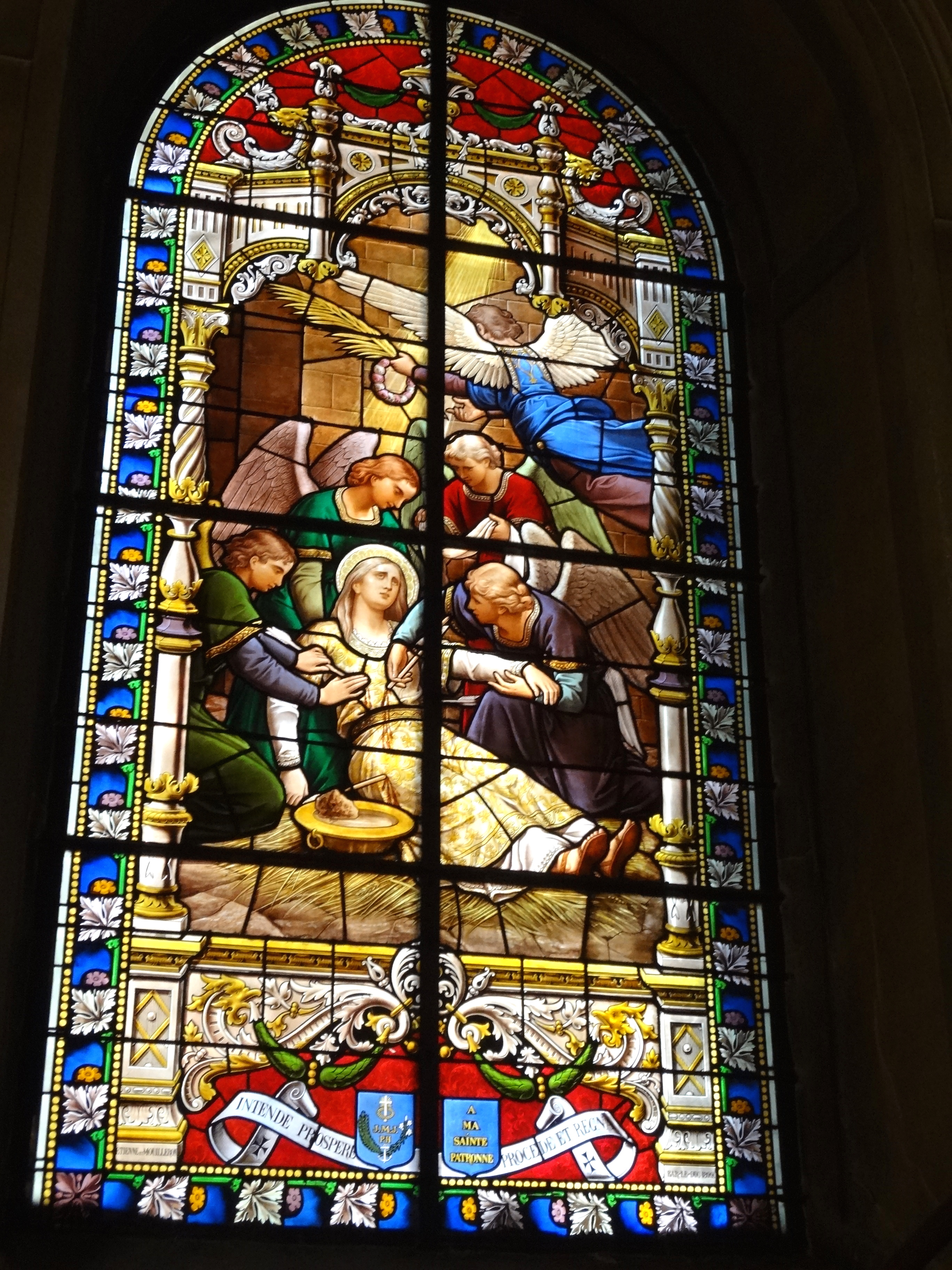
Vitrail